# Knowledge-centered support
 (novembre 2015).
Si vous disposez d'ouvrages ou d'articles de référence ou si vous connaissez des sites web de qualité traitant du thème abordé ici, merci de compléter l'article en donnant les références utiles à sa vérifiabilité et en les liant à la section « Notes et références ».
Pour les articles homonymes, voir KCS.
Knowledge-centered support (ou KCS) est une méthode et un ensemble de pratiques et de processus qui se focalise sur la connaissance en tant qu'actif important pour les organisations de soutien technique et de service à la clientèle.

## Histoire
Le développement du knowledge-centered support a démarré en 1992 par le Consortium for Service Innovation, une alliance sans but lucratif d'organisations de support. Le principe est de capter, structurer et réutiliser la connaissance du service support.
Cette méthodologie a été essayée et testée, entre autres, par Cisco, Oracle et HP.

## Source de la traduction
- (en) Cet article est partiellement ou en totalité issu de l’article de Wikipédia en anglais intitulé « Knowledge-Centered Support » (voir la liste des auteurs).